# Aspidium mercurii
Aspidium mercurii là một loài dương xỉ trong họ Tectariaceae. Loài này được A.Br., Christ mô tả khoa học đầu tiên năm 1906.
Danh pháp khoa học của loài này chưa được làm sáng tỏ. 